# Kitanagoya
Kitanagoya (japanska: 北名古屋市?, Kitanagoya-shi) är en japansk stad i prefekturen Aichi på den centrala delen av ön Honshu. Staden är belägen strax norr om Nagoya och ingår i denna stads storstadsområde. Kitanagoya bildades 20 mars 2006 genom en sammanslagning av kommunerna Nishiharu och Shikatsu. Stadens namn betyder Norra Nagoya.